# Wanda Hawley
Wanda Hawley, geboren als Selma Wanda Pittack (Scranton, 30 juli 1895 – Los Angeles, 18 maart 1963), was een Amerikaans actrice en zangeres. Haar rollen in verschillende stomme films van Cecil B. DeMille en Sam Wood gaven haar beroemdheid. Haar carrière kwam tot een einde in de vroege jaren 1930 door de komst van de geluidsfilm.

## Filmografie (selectie)
- Mr. Fix-It (1918)
- Old Wives for New (1918)
- We Can't Have Everything (1918)
- The Border Wireless (1918)
- For Better, for Worse (1919)
- You're Fired (1919)
- Secret Service (1919)
- Told in the Hills (1919)
- The Tree of Knowledge (1920)
- Double Speed (1920)
- The Six Best Cellars (1920)
- The Affairs of Anatol (1921)
- A Trip to Paramountown (1922)
- Thirty Days (1922)
- Fires of Fate (1923)
- Lights of London (1923)
- Bread (1924)
- Smouldering Fires (1925)
- Wizard of Oz (1925)
- The Midnight Message (1926)
- Pirates of the Sky (1927)
- The Eyes of the Totem (1927)
- Trails of the Golden West (1931)
- The Crooked Road (1932)

- Bibliothèque nationale de France: cb15646987j (data)
- Gemeinsame Normdatei: 1208535706
- International Standard Name Identifier: 0000 0000 7849 8372
- Library of Congress Control Number: n93029634
- Virtual International Authority File: 63216687
- WorldCat: E39PBJqVRWwP4qYKjFjhHgtxjC